# Antonio Llerena Marotti
Antonio Llerena Marotti (Lima, 4 de julio de 1932-5 de octubre de 2024) es un abogado, periodista, locutor de radio y político peruano. Fue congresista de la república en el periodo 1995-2000.

## Biografía
Nació en la ciudad de Lima, el 4 de julio de 1932 .
Sus estudios primarios y secundarios los realizó en la Institución Educativa Emblemática Nuestra Señora de Guadalupe.
Es abogado graduado en la Universidad Nacional Mayor de San Marcos y periodista de profesión. Fue director del noticiero de Radio El Sol y por la década de 1950 conducía en Radio Libertad donde se encargaba de animar los diversos espacios que, generalmente estaban dedicados al repertorio tropical.
Asimismo ocupó la Gerencia de Radio Callao y Radio Inca.

## Carrera política

### Congresista de la República
Fue miembro del Frente Independiente Moralizador y luego participó como candidato al Congreso de la República en las elecciones parlamentarias de 1995. Llerena logró ser elegido como congresista de la república, con 5,006 votos, para el periodo parlamentario 1995-2000.
Tras culminar su gestión, Llerena intentó ser reelegido en el cargo en las elecciones parlamentarias del 2000. Sin embargo, no obtuvo éxito.